# Generation X (album Houk)
Generation X – trzeci album studyjny grupy Houk wydany w 1995.
Motywem przewodnim konceptu płyty była tzw. generacja X – ludzie bez przeszłości, teraźniejszości i przyszłości (utwór "Sleep" został poświęcony symbolowi tej generacji – tragicznie zmarłemu liderowi Nirvany Kurtowi Cobainowi).
Album był promowany teledyskami do utworów "Pieniądz", "Wstań", "Woman" (wykorzystano w nim fragmenty filmu fińskiego reżysera Mikę Kaurismäkiego Stan gotowosci; ang. Condition red) oraz "Żyję w tym mieście".
28 lipca 2004 nakładem Metal Mind Productions ukazała się reedycja płyty. Zawierała dodatkowy utwór "Woman", jak i również dwa teledyski do utworów "Woman" i "Żyje W Tym Mieście".

## Lista utworów
1. "Generation X" 03:48
2. "Soul Ammunition III" 03:41
3. "Good Will" 04:44
4. "Animalism" 03:52
5. "Wstań" 04:13
6. "Woman" 05:12
7. "Love" 04:12
8. "Pieniądz" 03:54
9. "Żyję w tym mieście" 05:09
10. "God is Love" 03:58
11. "Sleep" 05:36

Utwory bonusowe z 2004:
12. "Woman" – bonus audio
13: "Woman" – bonus video
14: "Żyję w tym mieście" – bonus video

## Twórcy
- Dariusz "Maleo" Malejonek – śpiew
- Paweł "Gruby" Krawczyk – gitara
- Tomek "Bolek" Sierajewski – gitara
- Mirosław Grewiński – gitara basowa
- Tomasz Grewiński – perkusja

(Opracowano na podstawie materiałów źródłowych)